# Kidical Mass

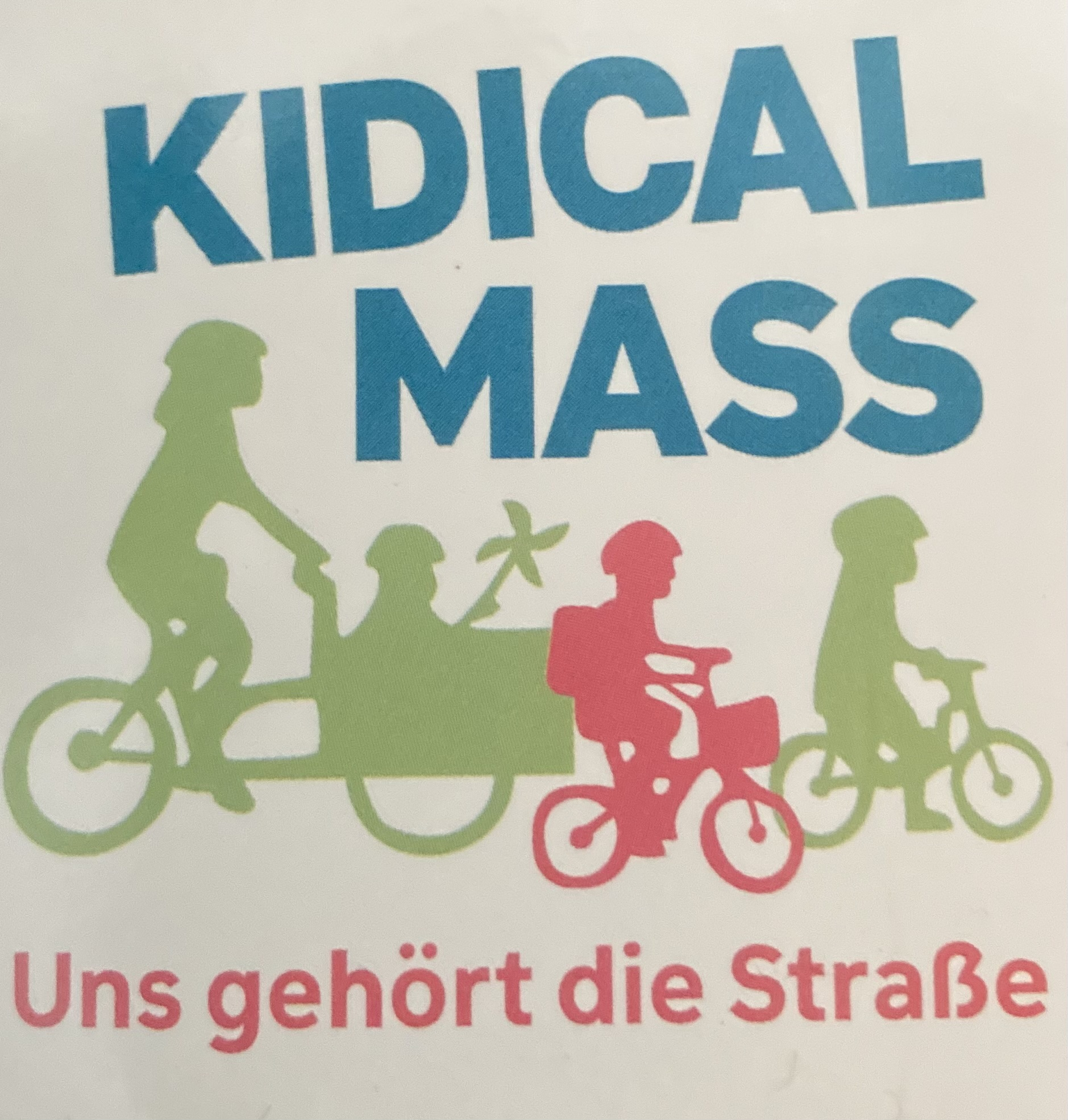
Logo der Kidical Mass mit Untertitel „Uns gehört die Straße“

Eine Kidical Mass (Kofferwort aus „Kid“ (engl. für Kind) und Critical Mass, gelegentlich auch Kiddical Mass geschrieben) ist eine organisierte Fahrradtour für Kinder. Anders als bei der Aktion Critical Mass wird die Tour meist als Demonstration mit politischen Forderungen angemeldet und dabei eine Route festgelegt, die meist 3 bis 8 Kilometer lang ist und durch die Polizei absichernd begleitet wird. Initiiert werden „Kidical Masses“ von lokalen Initiativen, mit Hilfe des Aktionsbündnis' Kidical Mass.

## Geschichte
Die erste Kidical Mass fand im Jahr 2008 in Eugene in Oregon, USA statt. 2015 nahmen über ein Dutzend Orte in Nordamerika teil.
Ab 2017 rollen Kidical Masses in Deutschland; in Österreich startet die erste KM 2018, in der Schweiz ungefähr 2019.
Am 24. und 25. September 2022 nahmen laut Veranstalterangaben „Zehntausende“ an Kidical Masses weltweit, hauptsächlich aber in Deutschland (Köln: 2000 Teilnehmende) teil. Im Mai 2023 haben weltweit 150.000 Fahrradfahrende in 500 Orten teilgenommen. Mitsamt den Veranstaltungen im Herbst zu Schulbeginn sind 2023 230.000 mitgeradelt.

### Deutschland

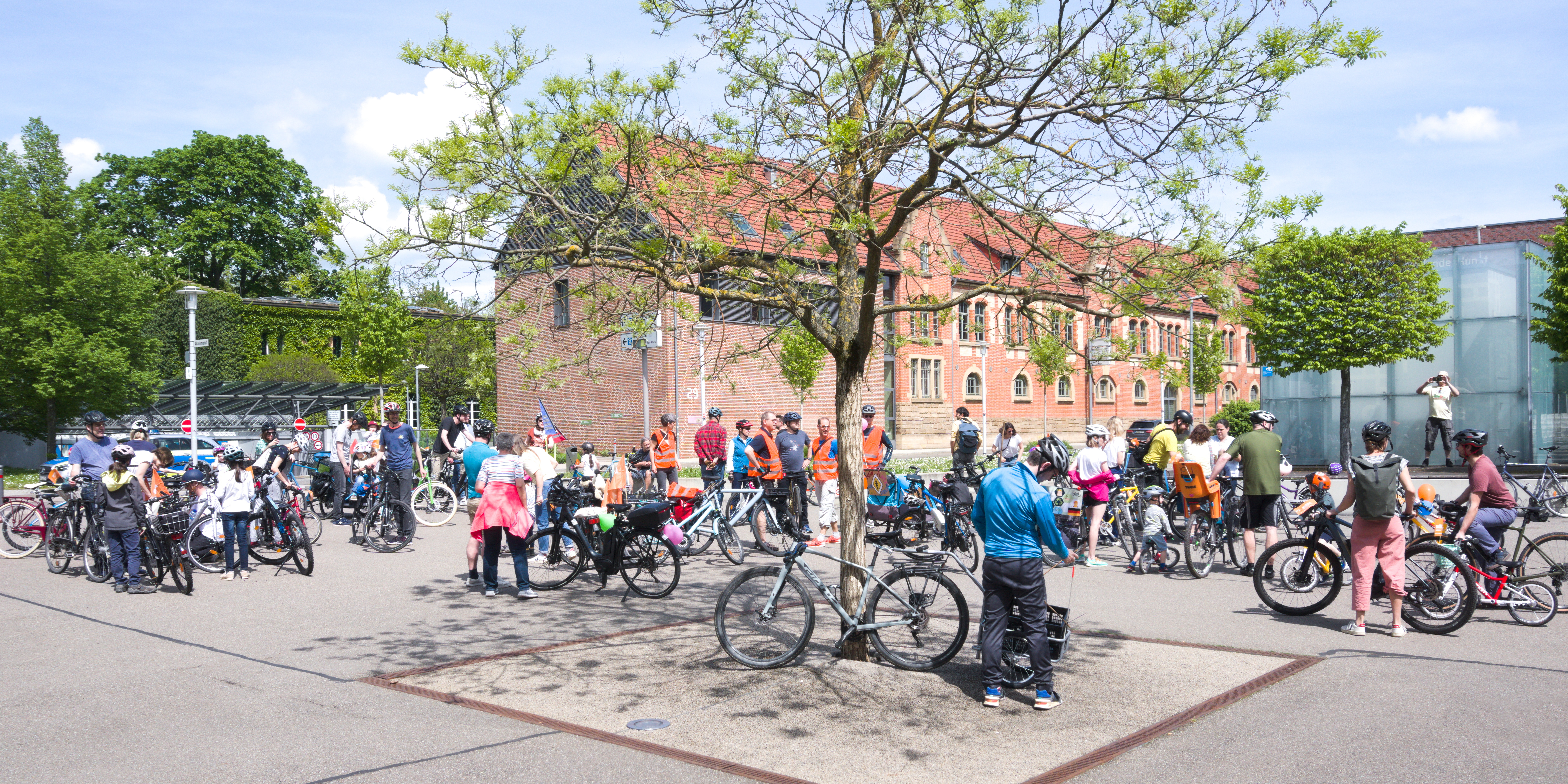
Kidical Mass in Ludwigsburg, Mai 2023

Diese Form der Aktion kam 2017 nach Deutschland.
Am Aktionswochenende am 19./20. September 2020 waren unter dem Motto „Platz da für die nächste Generation!“ 22.000 Teilnehmer in KMs in mehr als 100 Städten in Deutschland und darüber hinaus auf den Rädern. Initiiert wurde die Aktion von Kidical Mass Köln, unterstützt von der Radlobby ADFC und weiteren NGOs, getragen von lokalen Initiativen. Im April 2021 gewann diese Aktion den vom Bundesministerium für Digitales und Verkehr und der Arbeitsgemeinschaft fußgänger- und fahrradfreundlicher Städte, Gemeinden und Kreise in NRW e. V. initiierten und geförderten und vom gleichnamigen Wettbewerb ausgelobten, Deutschen Fahrradpreis in der Kategorie Kommunikation.

### Österreich

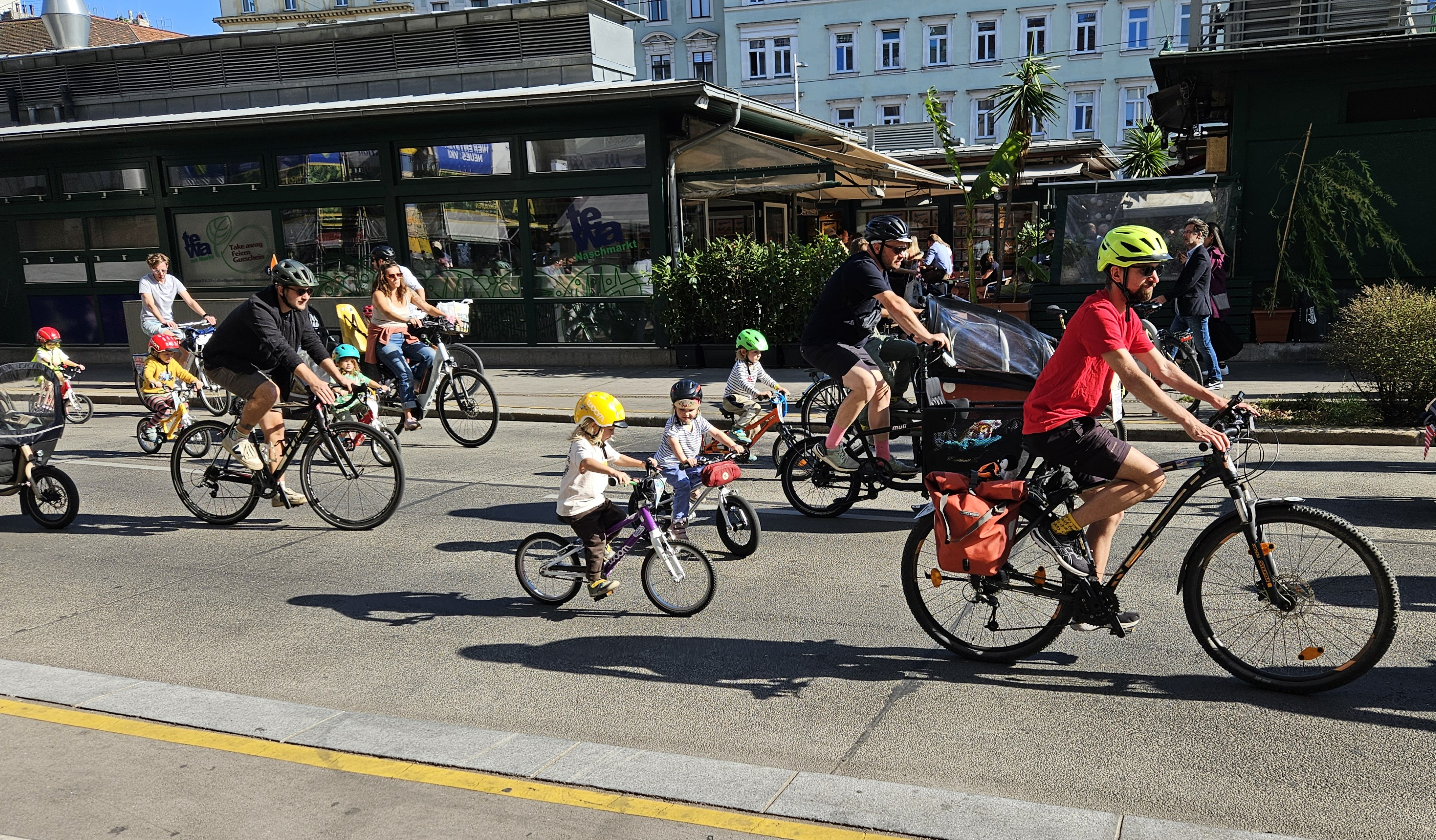
Kidical Mass in Wien (2024)

Am Autofreien Tag 22. September 2018 wurde in Wien eine KM gefahren. Zur Linzer Klangwolke im September 2020 rollte eine KM in Linz.
Am Samstag, 12. Juni 2021, meist mit Abfahrtstermin um 15 Uhr, wurde Kidical Mass erstmals österreichweit gefahren – in den 7 Städten Dornbirn, Innsbruck, Linz, Klagenfurt, Graz (295 Teilnehmer, darunter 105 Kinder; 5 Stunden davor wurde der Aktionsnachmittag in der Allee bei der Oper mit einer Demonstration für Skateboarden und Freiraum auf öffentlichen Plätzen mit 280 Teilnehmern eingeleitet.), Mödling und Wien. Am Samstag, 18. September 2021 fand die zweite Österreich-KM statt, nur in Klagenfurt schon am 17. September.
Mit Stand 3. März 2023 waren in Österreich in 21 Städten (und Orten), in allen 9 Bundesländern, KMs für 6., 7. oder 13. Mai 2023 angekündigt. Diese finden, anders als die CMs, als angemeldete Demonstrationen und typisch samstags oder sonntags statt.

### Schweiz
In Zürich wird Kidical Mass (KM) seit ungefähr 2019 gefahren. Im Unterschied zu Critical Mass findet KM als durch den Verein Vèlorution angemeldete Demonstration statt. Anfangs wurde nur auf Quartierstraßen gefahren, später auch auf Hauptverkehrsstraßen. Der Antwortruf „Hallo? Velo!“ wird praktiziert, sommers im Anschluss an die KM im See gebadet.
Wegen der COVID-19-Pandemie wurden 2020 die Termine für März und April abgesagt und fand in Zürich 2020 die erste KM am 8. Mai statt. Für 2021 sind 5 Veranstaltungen angesagt, jeweils an Samstagen im Mai, Juni, Juli, September und November. Im Juli gibt es am Ende der Fahrt einen Kinderflohmarkt. Mitte November wird die KM mit beleuchteten Rädern als Räbeliechtliumzug gefahren. Typische Streckenlänge ist 5 km.
In St. Gallen wurde die erste KM für den 21. August 2021 angesagt.

## Unterstützung
Die Kidical Mass wird unterstützt von einem breiten zivilgesellschaftlichen Bündnis, unter anderem dem ADFC, Greenpeace, Campact, Changing Cities, Clean Cities Campaign, Deutsches Kinderhilfswerk, Parents For Future, Pro Velo Schweiz, VCD und Zukunft Fahrrad. Nachtrag für Österreich: ARGUS / RADLOBBY Österreich.
Weiters gibt es Unterstützung auch von einzelnen Personen, an prominentester Stelle Eckart von Hirschhausen.

## Ziele
Das Ziel der Kidical Mass Bewegung ist es mehr Aufmerksamkeit auf die Sicherheit von Kindern im Straßenverkehr zu lenken. Sie will es Kindern ermöglichen sicher ihre Wege zur Schule oder ihren Freizeitbeschäftigungen (auf dem Fahrrad) zurückzulegen. Dafür fordert die Bewegung ein kinderfreundliches Verkehrsgesetz, das sichere, breite und geschützte oder räumlich getrennte Radwege vorschreibt.
Weitere konkret vorgeschlagene Maßnahmen sind:
- Tempolimit von 30 km/h (auch) auf Hauptstraßen in Städten
- Schulstraßen und verkehrsfreie Zonen

Das Aktionsbündnis Kidical Mass fördert dabei auch andere Aktivitäten, wie zum Beispiel den Schul-Fahrradbus.